# Voyelle fermée centrale non arrondie
La voyelle fermée (ou haute) centrale non arrondie est une voyelle utilisée dans de nombreuses langues. Son symbole dans l'alphabet phonétique international est [ɨ], et son équivalent en symbole X-SAMPA est 1.
Le symbole de l'API représente un i barré (le symbole [i] non barré représentant une voyelle fermée antérieure non arrondie).

## Caractéristiques
- Son degré d'aperture est fermée, ce qui signifie que la langue est positionnée aussi proche que possible du palais.
- Son point d'articulation est central, ce qui signifie que la langue est placée au milieu de la bouche, à mi-chemin entre une voyelle postérieure et une voyelle antérieure.
- Son caractère de rondeur est non arrondi, ce qui signifie que les lèvres ne sont pas arrondies.

## Langues
- Amharique : [bɨčča] « seulement »  (souvent transcrit en /ə/)
- Apalai : epyko [epɨko] « bain » ; epỹko [epĩko] « se baigner »
- Cachemiri : ژٕنَن [t͡sɨnan] « pêche ( fruit) »
- Gallois du nord : mur [mɨːr] « mur » ; bys [bɨːs] « doigt »
- Guaraní : yvy [ɨʋɨ] « terre » ; y [ɨ] « eau » ; ỹ [ʔɨ̃] négation privative
- Huichol : [paɨ] « donc » ; [ʔɨki] « épi de maïs »
- Mandarin : 吃 chī [tʂʰɨ˥] « manger »
- Mapudungun : tüfachi [tɨfaʧi] « ceci »
- Polonais : mysz [mɨʂ] « souris »
- Portugais (comme allophone de /ə/ dans les dialectes continentaux) : que [kɨ] « que »
- Roumain : înspre [ɨnspre] « vers » ; mână ['mɨnə] « main » ; coborî [koborɨ] « descendre »
- Russe : мы [mˠɨ] « nous »
- Sirionó : [esí] « bois sec »
- Suédois (comme allophone de /i/ dans certains dialectes) : vi [vɨᵊ] « nous »
- Turc  : kız [kɨz] « fille »
- Võro : [nɨna] « nez » ; [sɨsar] « sœur » ; [sɨs] « alors »
- Yagua : [níínu] « arbre » (certaines analyses disent que le [i] est un allophone de /ɨ/)